# Rocheservière (tổng)
Rocheservière là một tổng cũ, nằm ở tỉnh Vendée trong vùng Pays de la Loire, tồn tại từ năm 1833 đến năm 2015.

## Các xã
Tổng Rocheservière bao gồm các xã sau:
- Rocheservière (thủ phủ): 2 241 người (1999)
- L'Herbergement: 1 896 người (1999)
- Mormaison: 853 người (1999)
- Saint-André-Treize-Voies: 1077 người (2005)
- Saint-Philbert-de-Bouaine: 2 255 người (1999)
- Saint-Sulpice-le-Verdon: 701 người (2005)